# チャク (テレビ番組)
チャク（짝）は、韓国の恋愛リアリティ番組である。SBSで2011年3月23日から2014年2月26日まで放送された。「チャク」とは、朝鮮語で「パートナー」「相棒」「片割れ」「恋人」「配偶者」という意味である。番組の内容は、若い男女約10人を集めて一緒に生活させながらカップルをつくらせるというもの。人気の番組だった。しかし、2014年3月5日、撮影期間中に出演者の女性が自殺。翌日6日午後に同番組は打ち切りを決定し、7日に打ち切りを発表した。
自殺した女性は、首都圏の大学管理職員29歳。女性は、直接出演を申し込み、面接を経て、出演することになった。前年2013年9月に当時結婚相手と両家で顔合わせしていたが、破談となり出演に申し込んでいた。
済州島で6泊7日の撮影を2月27日より開始した。当初、女性は第一印象での選択で３人の男性から選ばれていたが、最終的に女性が好意を持った男性は心変わりし、女性は自分が選ばれないことを知っていた。最後の撮影を控えた5日午前1時半に女性は洗面台に入り、2時15分頃に女性が首をつっているのが発見された。高さ1.8mのシャワーの取っ手に、ヘアドライヤーのコードをかけて首をつっての自殺だった。
洗面所には遺書となるノートがあり、「両親への謝罪」「生きたい気持ちがないこと」「制作スタッフに多くの配慮をしてもらったこと」などが書かれていた。
女性は、カップルになることができず惨めな負け犬のような人間に描かれると心配していた。自殺する前に母親に電話で「強圧的に番組を撮影している。放送されたら韓国では生きていけないと思うわ」と話していた。番組は、振られた出演者には外で食事を取らせるなどして、出演者を心身共に傷つけていると批判された。また、友人に対しては「番組が自分を非情な女として演出しようとしていた」と話していた。